# Platygaster juniperella
Platygaster juniperella är en stekelart som beskrevs av Macgown 1979. Platygaster juniperella ingår i släktet Platygaster och familjen gallmyggesteklar. Inga underarter finns listade i Catalogue of Life.